# パルサー (ライフゲーム)
パルサーは、ライフゲームに出てくる振動子の一つで、周期は3である。

## 構造
※ブラウザの横幅を1192ドット以上にしないと、正しく表示されません。

## 生成

### 小さいパターンからの生成
上の図から30世代で生成する。